# All Tomorrow’s Parties
All Tomorrow’s Parties – pierwszy singel amerykańskiego zespołu rockowego The Velvet Underground. Na utworze pojawiła się niemiecka piosenkarka Nico. Utwór pochodzi z ich debiutanckiego albumu The Velvet Underground & Nico. Razem z „All Tomorrow’s Parties” został wydany singel „I’ll Be Your Mirror”, który jest stroną B do tego utworu.